# Himantarium tenue
Himantarium tenue är en mångfotingart som beskrevs av Robert Latzel 1886. Himantarium tenue ingår i släktet Himantarium och familjen trädgårdsjordkrypare.
Artens utbredningsområde är Algeriet. Inga underarter finns listade i Catalogue of Life.